# 300 lésions
Albums de Kyo
Le chemin
(2003) Best of
(2007)
Singles
1. Contact
Sortie : janvier 2005
2. Sarah
Sortie : 17 mai 2005
3. Qui je suis
Sortie : 2005
4. Ce Soir
Sortie : 2005

300 lésions est le 3e album de Kyo sorti fin décembre 2004. Il comprend des titres plus rock que Le chemin (notamment Sad Day et Contact). Il reste à ce jour le deuxième album le plus vendu du groupe.
Les textes, écrits notamment par Benoît Poher, sont de nature plus sombre que les précédents (par exemple la chanson Ce soir ou l'enfer). Florian Dubos interprète dans cet album 3 chansons : Révolutions, Je te rêve encore, L'Assaut des regards.
Deux singles en ont été extraits: Contact, faisant notamment partie de la bande-son du jeu vidéo FIFA 06, et Sarah. Les autres sont envoyés aux radios (comme Qui je suis). 
En fin d'année 2024, une réédition pour les 20 ans de l'album 300 lésions contenant huit titres inédits, est dévoilée.

## Accueil

### Critique
Pour Emmanuel Marolle du Parisien, dans cet album, « Kyo s'affirme davantage comme un vrai groupe de rock avec un son, une patte, une voix et une fulgurance mélodique qui devraient encore faire des ravages »

### Classement
| Classement (2004 et 2005) | Meilleure position | Note  |
| ------------------------- | ------------------ | ----- |
| France                    | 1                  | [ 3 ] |

## Liste des pistes
Édition standard
| No  | Titre                | Durée |
| --- | -------------------- | ----- |
| 1.  | Contact              | 3:40  |
| 2.  | Dans ma chair        | 3:22  |
| 3.  | Qui je suis          | 3:45  |
| 4.  | Sarah                | 2:50  |
| 5.  | Sad Day              | 3:30  |
| 6.  | Révolutions          | 3:10  |
| 7.  | Omega                | 0:53  |
| 8.  | Ce soir              | 4:12  |
| 9.  | Respire              | 3:15  |
| 10. | Je te rêve encore    | 3:17  |
| 11. | L'enfer              | 3:30  |
| 12. | L'Assaut des regards | 5:26  |

Édition 20 ans
| No  | Titre                                   | Durée |
| --- | --------------------------------------- | ----- |
| 13. | 300 lésions (Démo 2004)                 | 3:00  |
| 14. | Le ciel s'indigne (Démo 2004)           | 3:26  |
| 15. | Sous ses cils (Démo 2004)               | 3:55  |
| 16. | Trop tard pour pleurer (Démo 2004)      | 2:37  |
| 17. | Tu veux des larmes (Démo 2004)          | 3:47  |
| 18. | Ma religion dans son regard (Démo 2004) | 3:37  |
| 19. | Les rues sont vides (Démo 2004)         | 2:24  |
| 20. | Rêve (Démo 2004)                        | 2:36  |
| 21. | Dans ma chair (Démo 2004)               | 3:22  |